# Chlorophanus
Chlorophanus är ett släkte av skalbaggar som beskrevs av Sahlberg 1823. Chlorophanus ingår i familjen vivlar.

## Bildgalleri

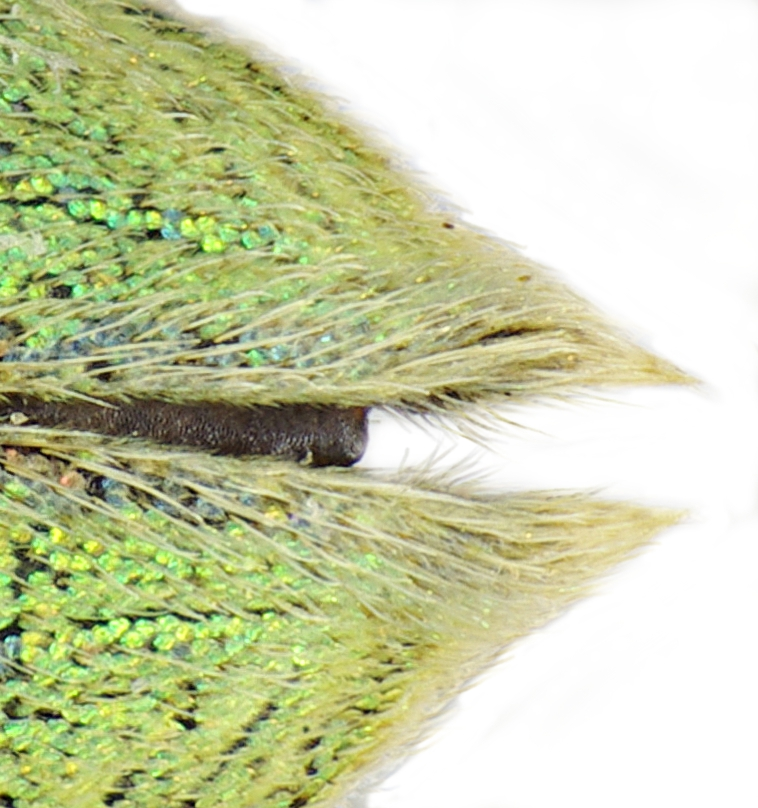
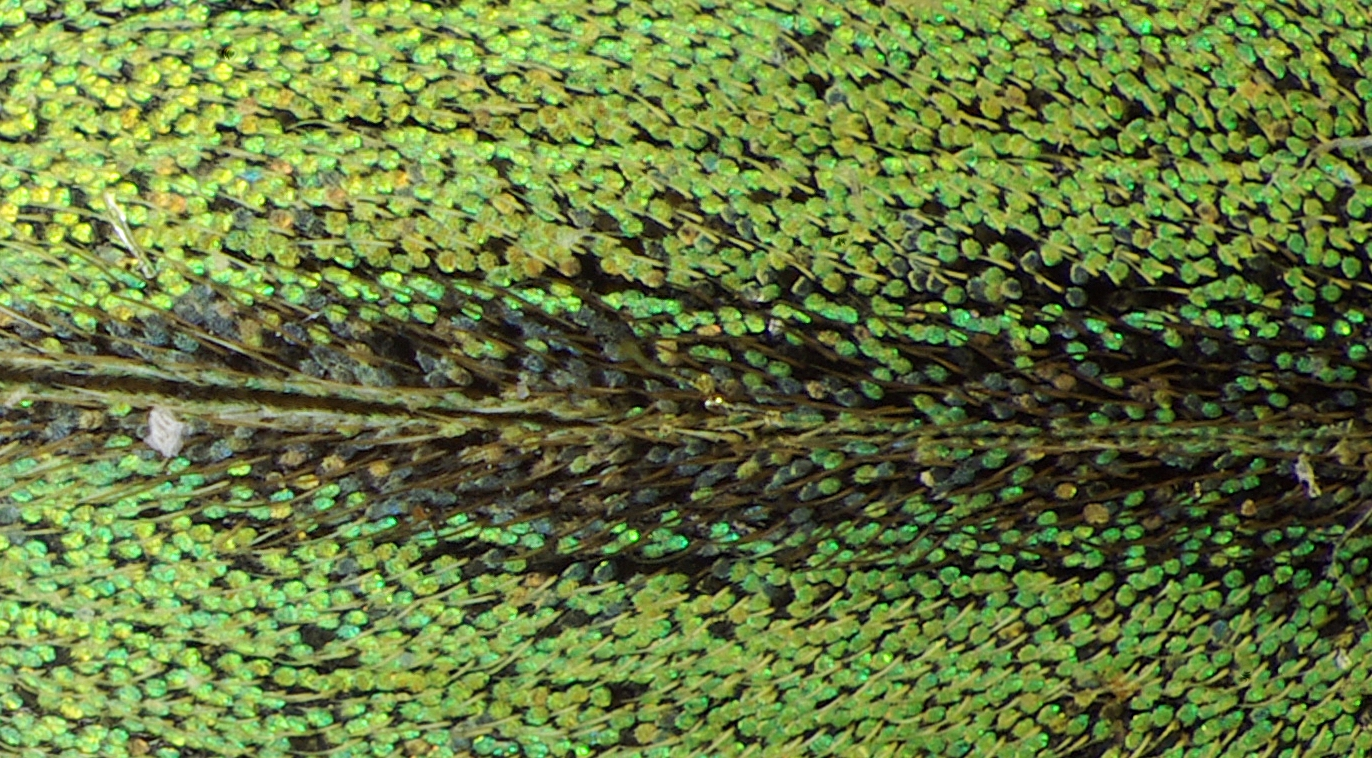
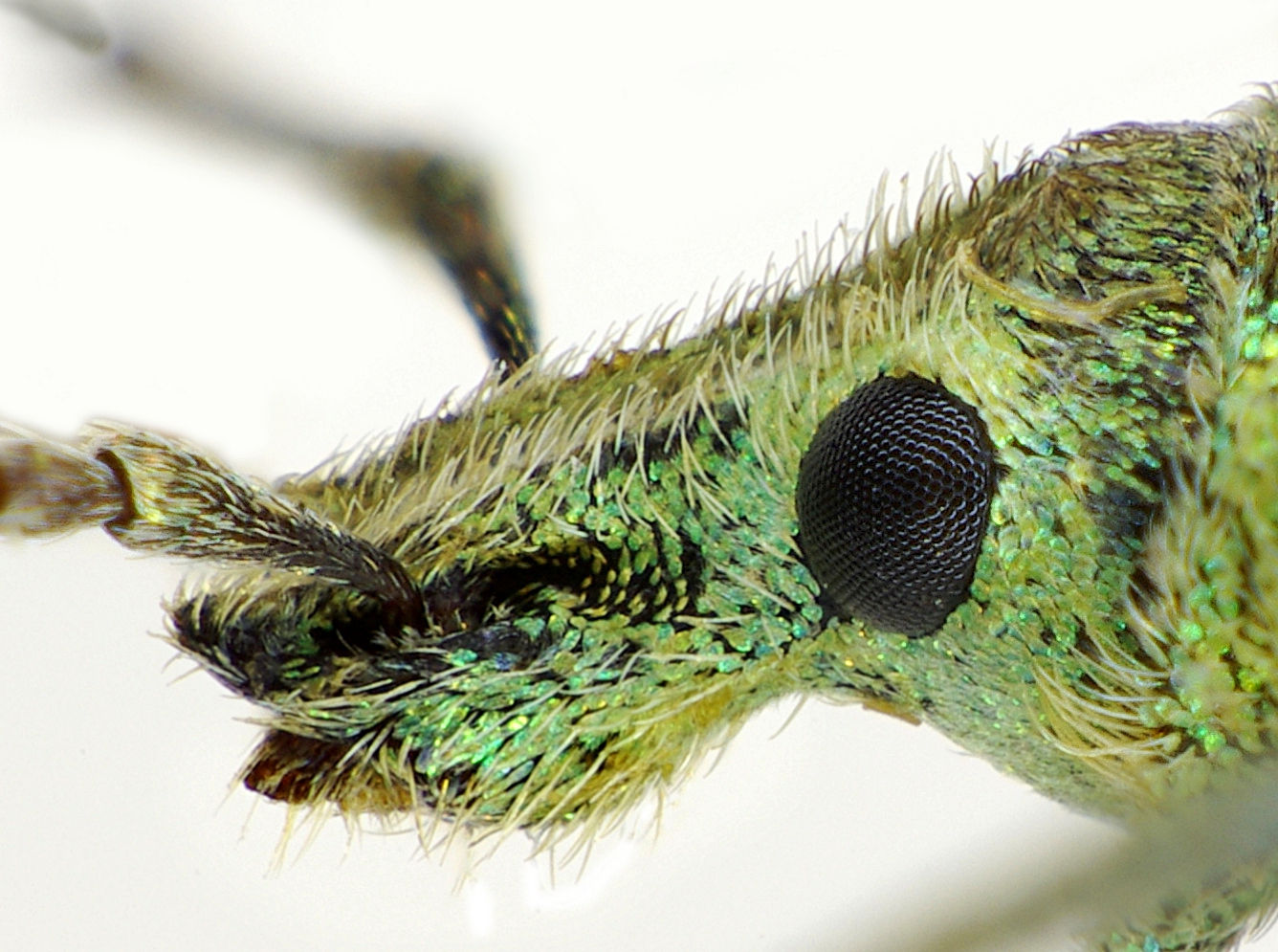
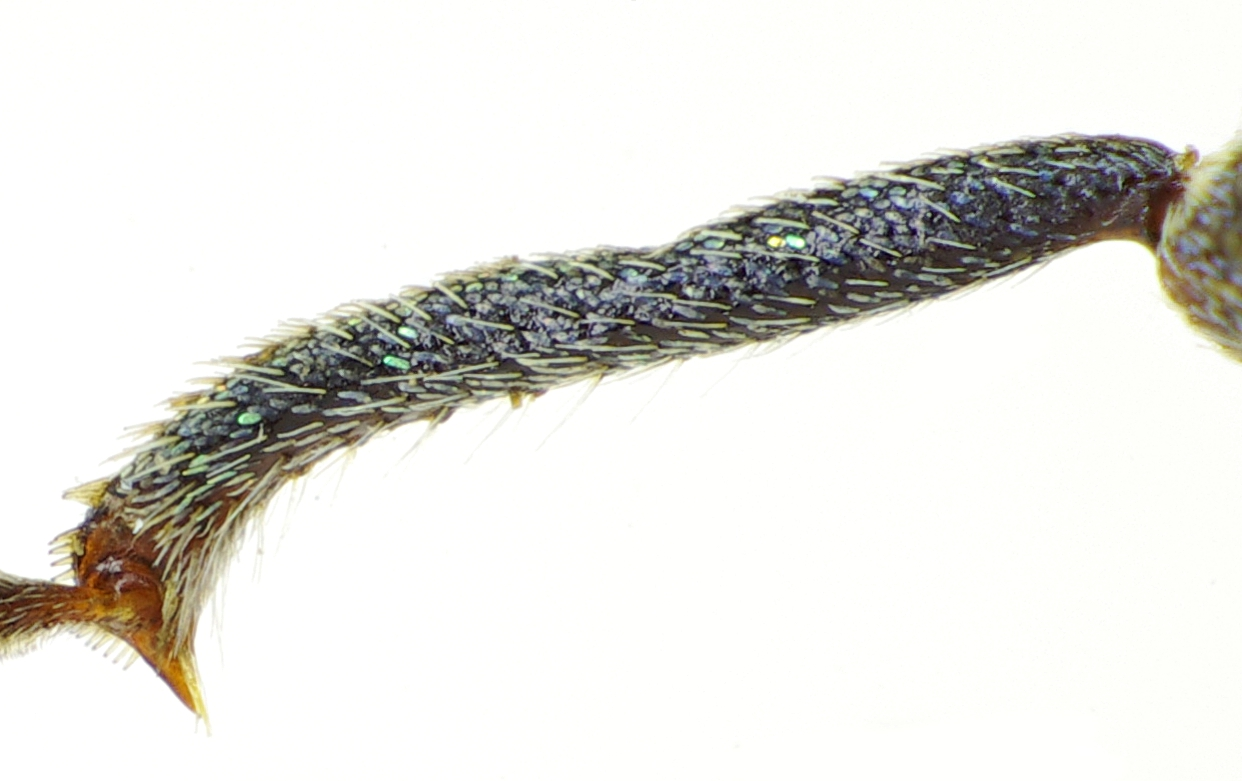
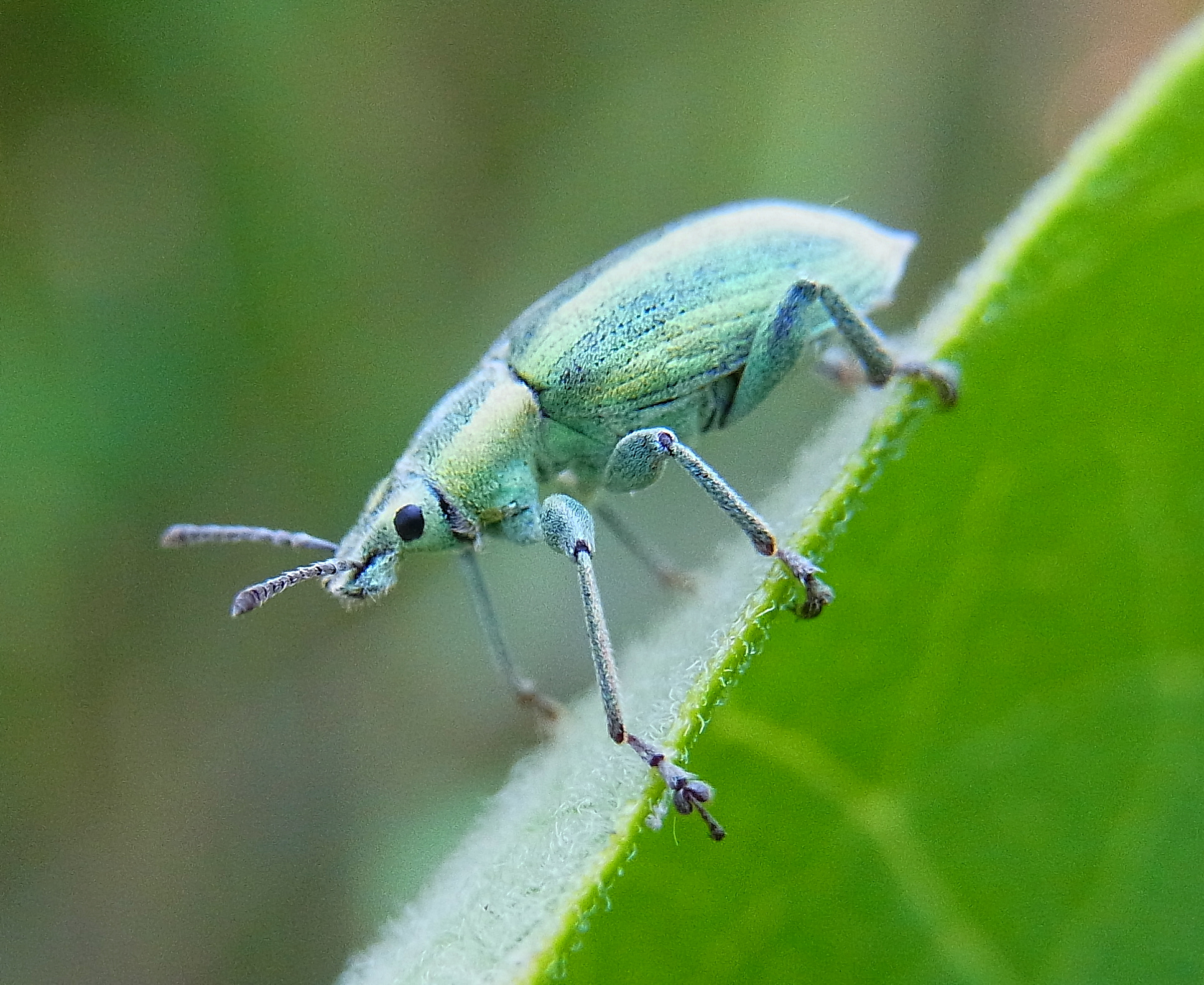
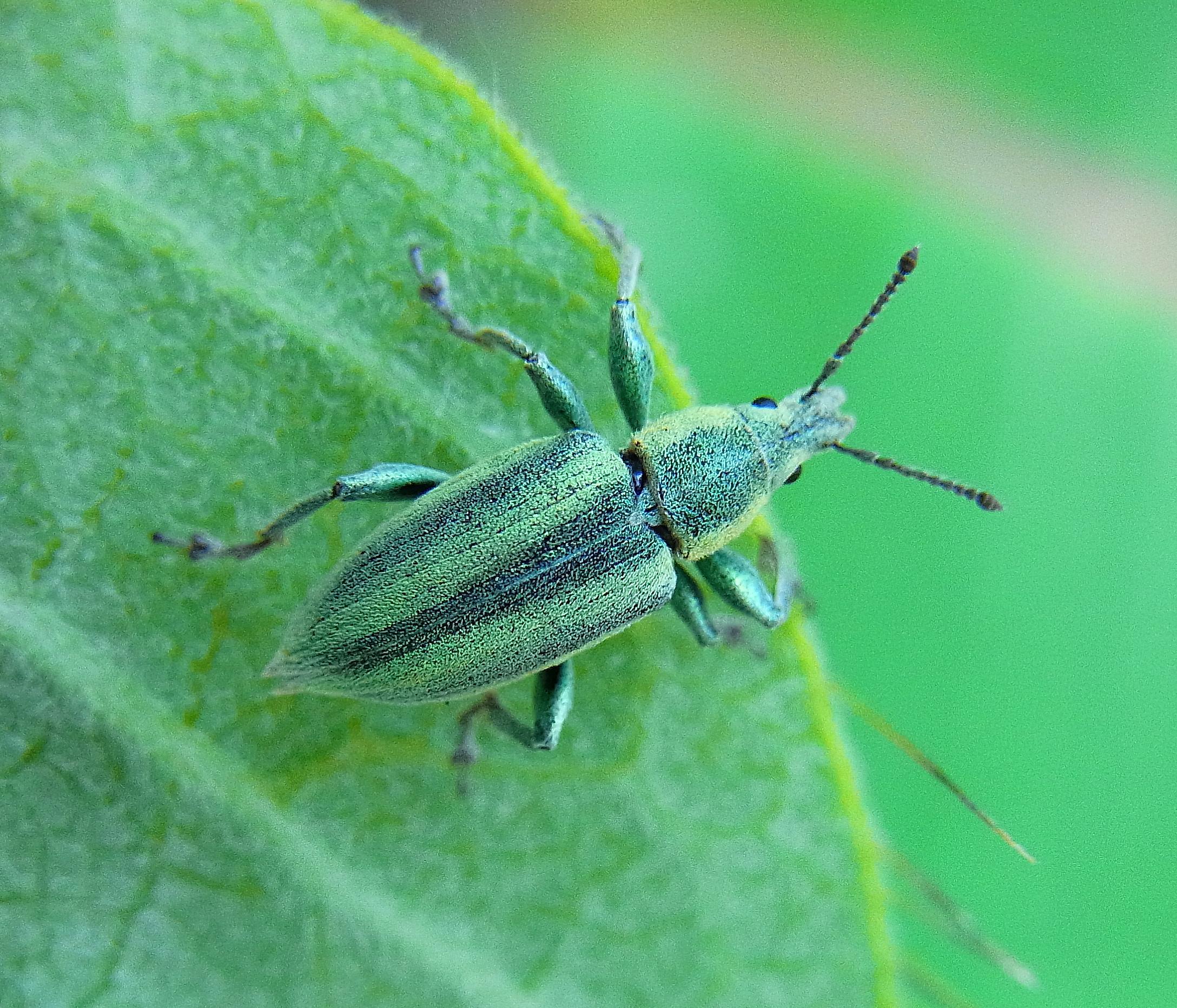

## Dottertaxa tillChlorophanus, i alfabetisk ordning[1][2]
- Chlorophanus acutus
- Chlorophanus algiricus
- Chlorophanus anatolicus
- Chlorophanus appendiculatus
- Chlorophanus araxicola
- Chlorophanus argentatus
- Chlorophanus aurifemoratus
- Chlorophanus auripes
- Chlorophanus bidens
- Chlorophanus bivittatus
- Chlorophanus brachythorax
- Chlorophanus brevicollis
- Chlorophanus caudatus
- Chlorophanus cinerascens
- Chlorophanus circassicus
- Chlorophanus circumcinctus
- Chlorophanus crotchi
- Chlorophanus dahlii
- Chlorophanus daurica
- Chlorophanus dauricus
- Chlorophanus decorus
- Chlorophanus disjunctus
- Chlorophanus distinguendus
- Chlorophanus dorsalis
- Chlorophanus dorsiger
- Chlorophanus excisus
- Chlorophanus fallax
- Chlorophanus ferghanensis
- Chlorophanus festivus
- Chlorophanus flavescens
- Chlorophanus flavocinctus
- Chlorophanus foveolatus
- Chlorophanus fumigatus
- Chlorophanus funicularis
- Chlorophanus gandoni
- Chlorophanus germari
- Chlorophanus gibbosus
- Chlorophanus glaucus
- Chlorophanus graminicola
- Chlorophanus grandis
- Chlorophanus inermis
- Chlorophanus inundatus
- Chlorophanus irregularis
- Chlorophanus kansuanus
- Chlorophanus konoi
- Chlorophanus konumensis
- Chlorophanus kubanensis
- Chlorophanus kubanicus
- Chlorophanus lineolus
- Chlorophanus lugubris
- Chlorophanus magnificus
- Chlorophanus merkli
- Chlorophanus metallescens
- Chlorophanus micans
- Chlorophanus mimus
- Chlorophanus montanus
- Chlorophanus nitidulus
- Chlorophanus nobilis
- Chlorophanus notabilis
- Chlorophanus parallelocollis
- Chlorophanus peregrinus
- Chlorophanus piliferus
- Chlorophanus planus
- Chlorophanus plicatirostris
- Chlorophanus pollinosus
- Chlorophanus prasinus
- Chlorophanus roseipes
- Chlorophanus rubripes
- Chlorophanus ruficlava
- Chlorophanus rufipes
- Chlorophanus rufomarginatus
- Chlorophanus rugicollis
- Chlorophanus salicicola
- Chlorophanus scabricollis
- Chlorophanus schoenherri
- Chlorophanus schonherri
- Chlorophanus sellatus
- Chlorophanus separandus
- Chlorophanus sibiricus
- Chlorophanus simulans
- Chlorophanus solarii
- Chlorophanus sparsus
- Chlorophanus splendens
- Chlorophanus submarginalis
- Chlorophanus tokatensis
- Chlorophanus ulrichi
- Chlorophanus undulatus
- Chlorophanus venustus
- Chlorophanus vestitus
- Chlorophanus viduus
- Chlorophanus viridis
- Chlorophanus vittatus
- Chlorophanus voluptificus